# 제오르제 푸슈카슈
제오르제 알렉산드루 푸슈카슈(루마니아어: George Alexandru Pușcaș, 1996년 4월 8일 ~ )는 세리에 A 클럽 제노아에서 임대되어 세리에 B 클럽 바리와 루마니아 국가대표팀에서 공격수로 뛰고 있는 루마니아의 프로 축구 선수이다.

## 구단 경력

### 인터 밀란
2015년 2월 1일, 푸슈카슈는 세리에 A 2014-15 21일 경기에서 사수올로에게 3-1로 패한 경기에서 막판에 출전하며 인터 밀란 데뷔 전을 치렀다. 2015년 2월 26일, 그는 셀틱과의 안방 경기에서 89분에 로드리고 팔라시오와 교체되어 UEFA 유로파리그 데뷔 전을 치렀다. 2014년 4월 4일, 푸슈카슈는 1-1로 비긴 파르마와의 안방 경기에서 인터 밀란 첫 경기를 치렀고, 46분에 마테오 코바치치와 교체되었다.

### 팔레르모
2018년 8월 8일, 푸슈카슈는 팔레르모에 입단했고 그 후 4년 계약을 체결했다. 이 계약은 보너스를 더한 325만 유로의 가치가 있는 것으로 알려졌다. 2018년 11월 3일, 그는 코센차와의 경기에서 90분에 득점을 기록하며 시칠리아 팀의 첫 리그 골을 기록했다. 시즌이 끝난 후, 팔레르모가 세리에 D로 강등되면서, 인터 밀란은 루마니아 공격수의 바이백 옵션을 행사했다.

### 레딩
2019년 8월 7일, 푸슈카슈는 인터 밀란으로부터 750만 유로에 보너스로 200만 유로에 5년 계약으로 레딩과 계약하여 레딩의 역사상 가장 비싼 계약이 되었다. 2019년 8월 13일, 위컴 원더러스와의 EFL컵 경기에서 레딩의 첫 골을 넣었고, 레딩이 승부차기에서 승리하면서 페널티킥 중 하나를 득점했다. 2019년 8월 18일, 그는 카디프 시티와의 홈 리그 데뷔 전에서 2골을 넣었다. 2019년 11월 30일, 푸슈카슈는 위건 애슬레틱과의 경기에서 첫 EFL 챔피언십 해트트릭을 기록했고, 4분 54초 안에 골을 넣었다.

## 국가대표팀 경력
푸슈카슈는 헝가리 혈통 때문에 귀화를 통해 헝가리를 대표할 수도 있었다. 2013년 당시 헝가리 사령탑이었던 에게르바리 샨도르 감독은 루마니아 2부 리그에서 뛰는 모습을 보러 갔지만 헝가리에는 이미 그가 할 수 있는 선수들이 있다고 말하며 그를 포기했다.
푸슈카슈는 2019년 UEFA U-21 축구 선수권 대회 예선에서 루마니아 U-21 국가대표팀으로 7골을 넣었고, 그의 팀은 조별 리그에서 우승하고 이탈리아에서 열리는 최종 토너먼트에 진출했다. 2019년 6월 18일, 그는 크로아티아와의 경기에서 페널티킥을 얻어 4-1로 승리했다. 그는 다음 조별 리그 경기인 잉글랜드와의 경기에서 다시 골을 넣었고, 이온 루추를 제치고 트리콜로리이 미키의 최고 득점자가 되었다.  그리고 나서 푸슈카슈는 준결승에서 독일을 상대로 2루타를 기록한 후 루마니아에게 하프타임 리드를 내줬지만, 루마니아는 결국 경기에서 4-2로 졌다.
푸슈카슈는 2018년 5월 23일, 칠레를 상대로 3-2로 이긴 경기에서 74분에 들어가 루마니아 국가대표팀으로 첫 출전했다. 그 해 11월 17일, 그는 리투아니아를 3-0으로 이긴 UEFA 네이션스리그 경기에서 첫 골을 넣었다.

## 사생활
마르기타에서 태어난 푸슈카슈는 헝가리의 일부 혈통이며 헝가리어를 이해할 수 있다. 그의 성, 푸슈카슈는 헝가리의 성 푸슈카시에서 유래되었다.